# روبرت كيث ليفيت
روبرت كيث ليفيت (بالإنجليزية: Robert Keith Leavitt)‏ (1895، نيويورك في الولايات المتحدة - 1967)؛ مؤرخ وروائي أمريكي. درس في جامعة هارفارد.